# Флавий Мессий Феб Север
Фла́вий Ме́ссий Феб Севе́р (лат. Flavius Messius Phoebus Severus (годы деятельности 469–470) — римский политический деятель и философ.

## Биография
Родился в Риме, учился в школе философа-платоника Прокла в Афинах. Одновременно с ним там учились поэт-язычник Пампрепий, военачальник Марцеллин и Прокопий Антемий (будущий римский император). В этот период он не интересовался общественной жизнью. Благодаря своей богатой библиотеке он был известен многим религиозным деятелям и учёным.
В 467/469 Север вернулся в Рим, где император Антемий сделал его консулом 470 года, дал ему звание патриция и городского префекта. Во время своего пребывания в должности он старался восстановить часть Колизея. По некоторым сведениям вместе с Антемием планировал восстановить язычество в Риме.